# کلیسای سینت پیتر

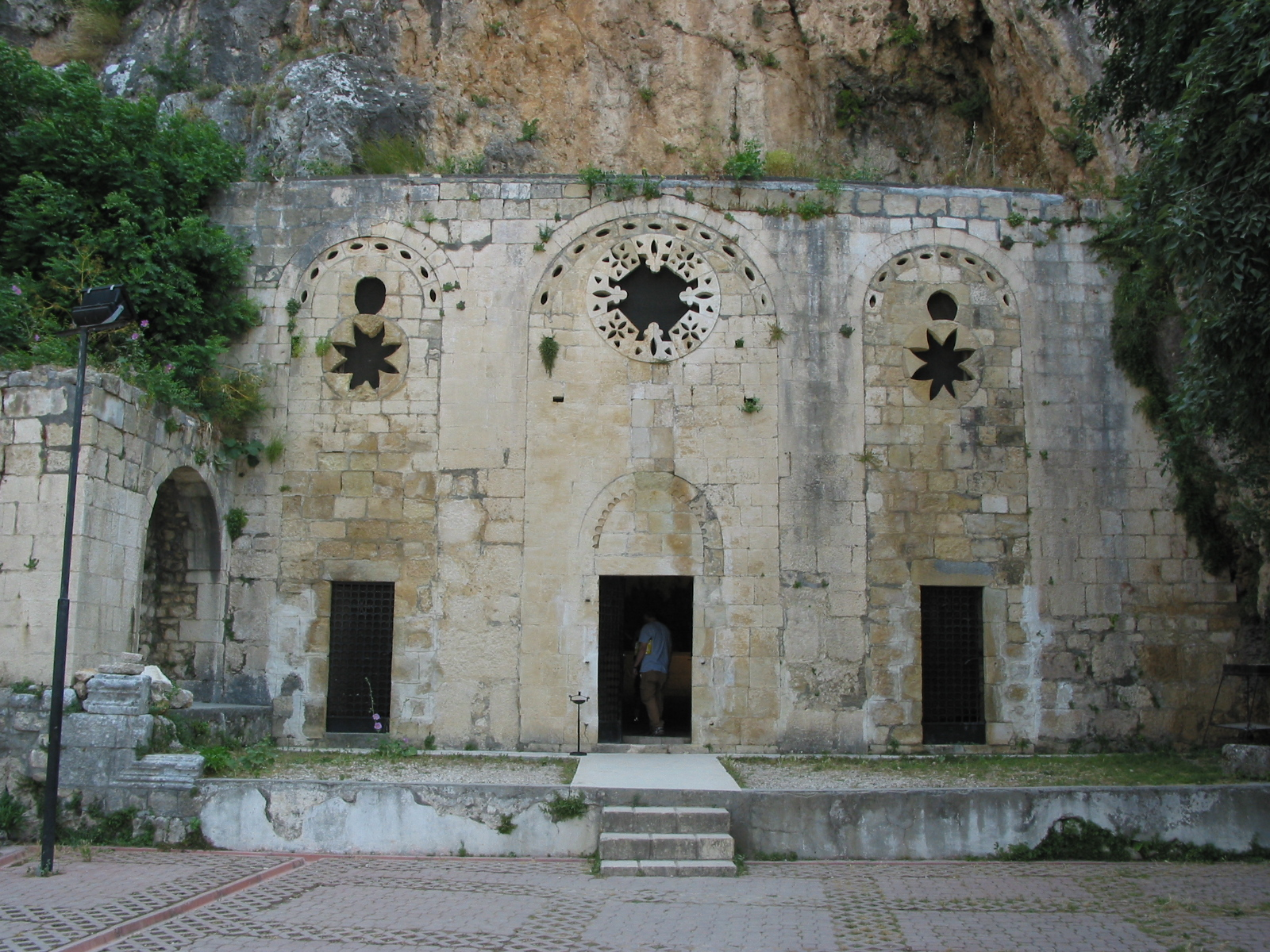
تصویری از ورودی کلیسای سینت پیتر.

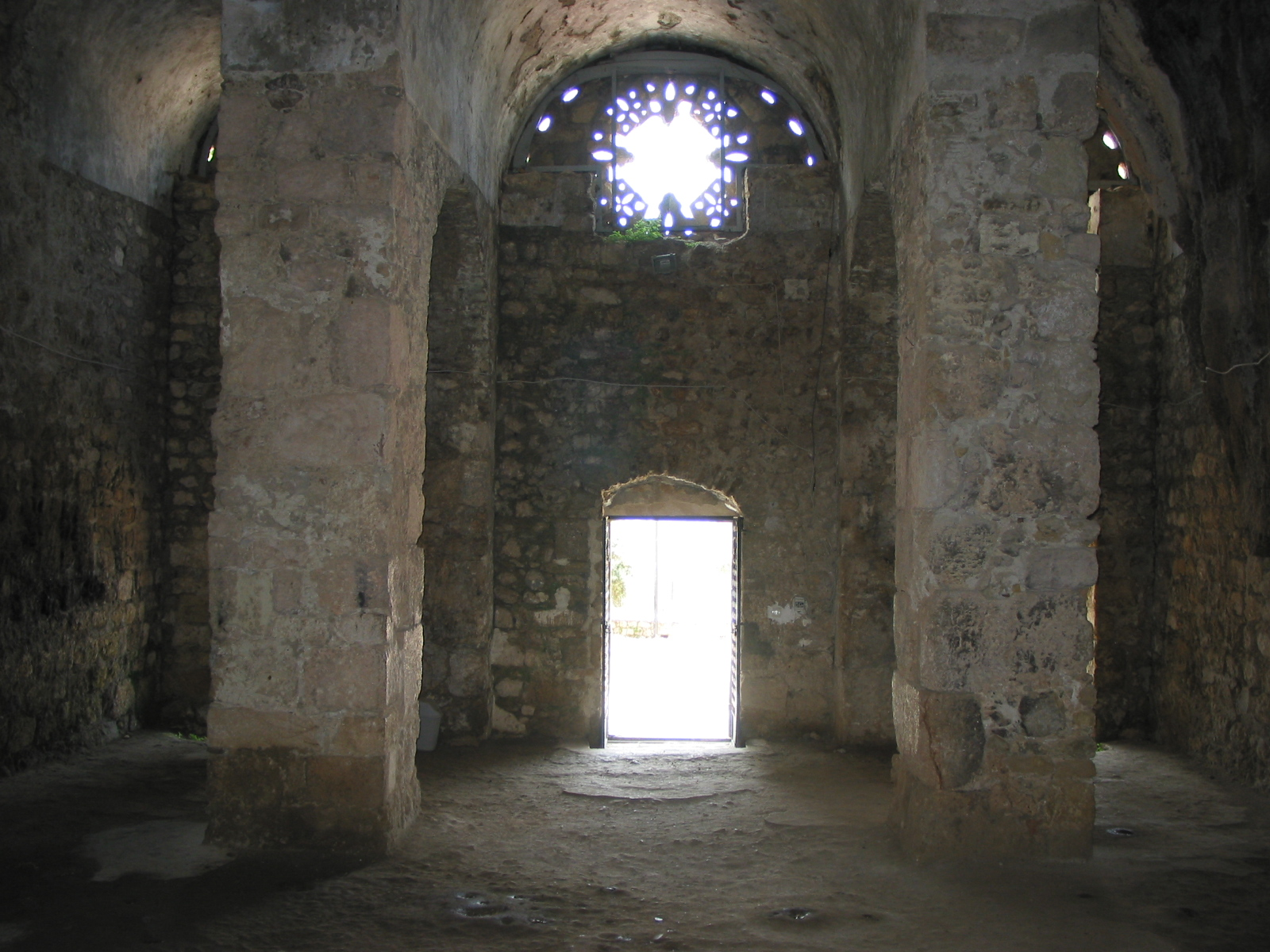
تصویری از محیط داخلی کلیسای سینت پیتر.

کلیسای سینت پیتر همچنین مشهور به کلیسای غاری سینت پیتر نام مکانی مقدس برای پیروان کلیسای کاتولیک است که در آنتالیا در جنوب کشور ترکیه قرار دارد.
این مکان به روایتی، اولین محل عبادت مسیحیان در غار بوده است که سینت پیتر روحانی در آنجا برای پیروان عیسی مسیح، موعظه می‌کرده است.
مسیحیان از سراسر جهان برای زیارت به این مکان سفر می‌کنند.

## نگارخانه

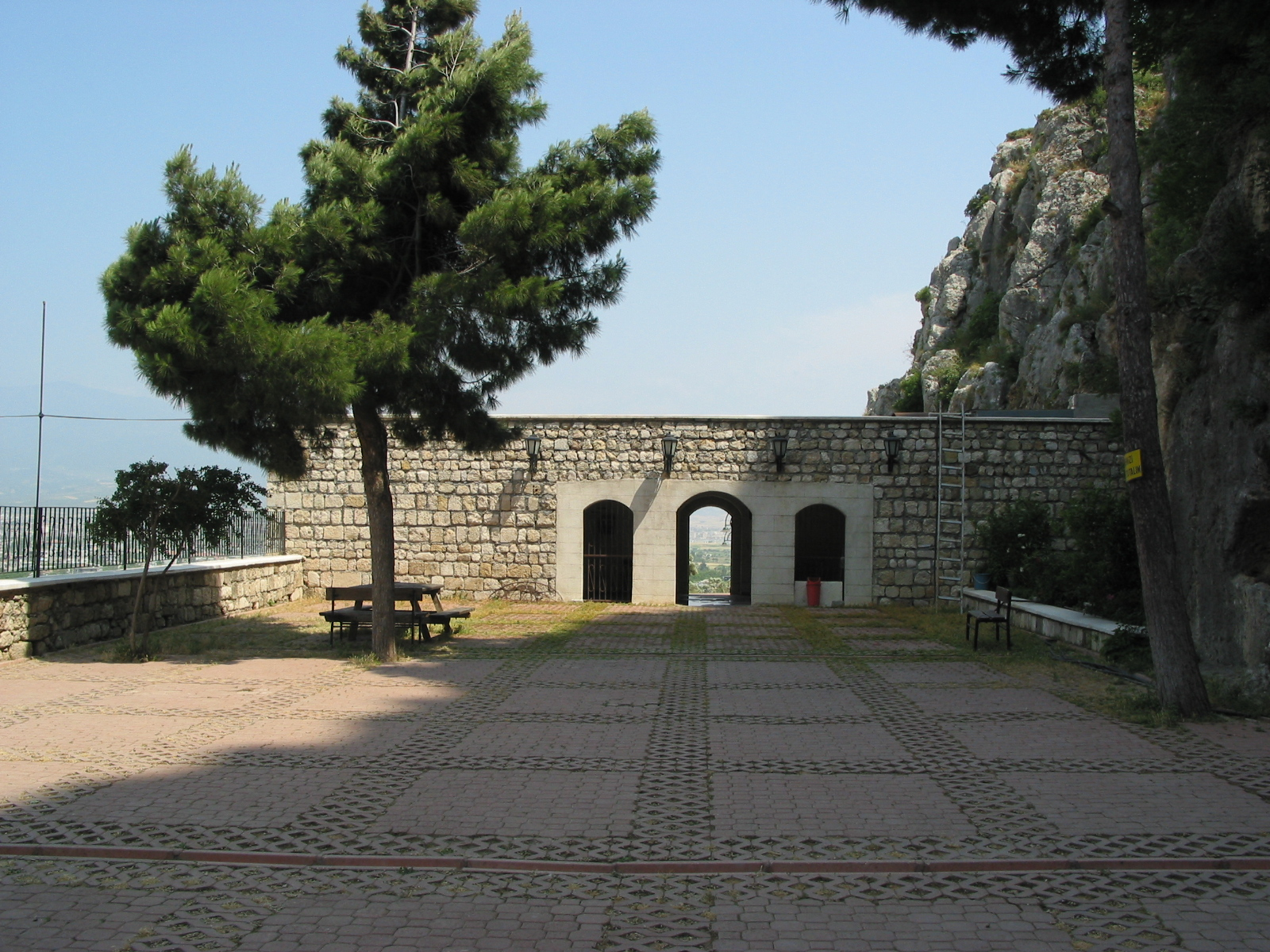
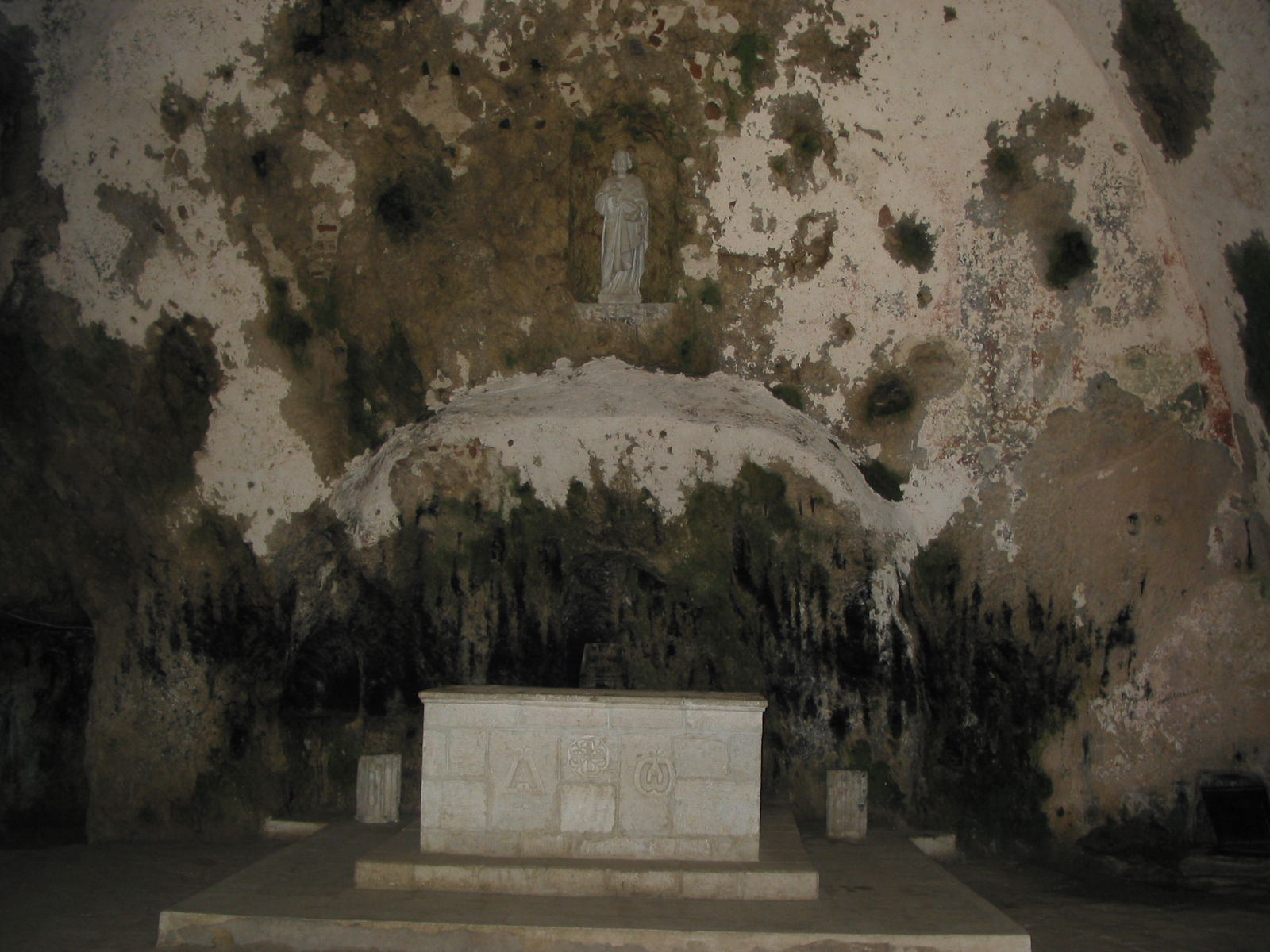